# Jacques Esterel

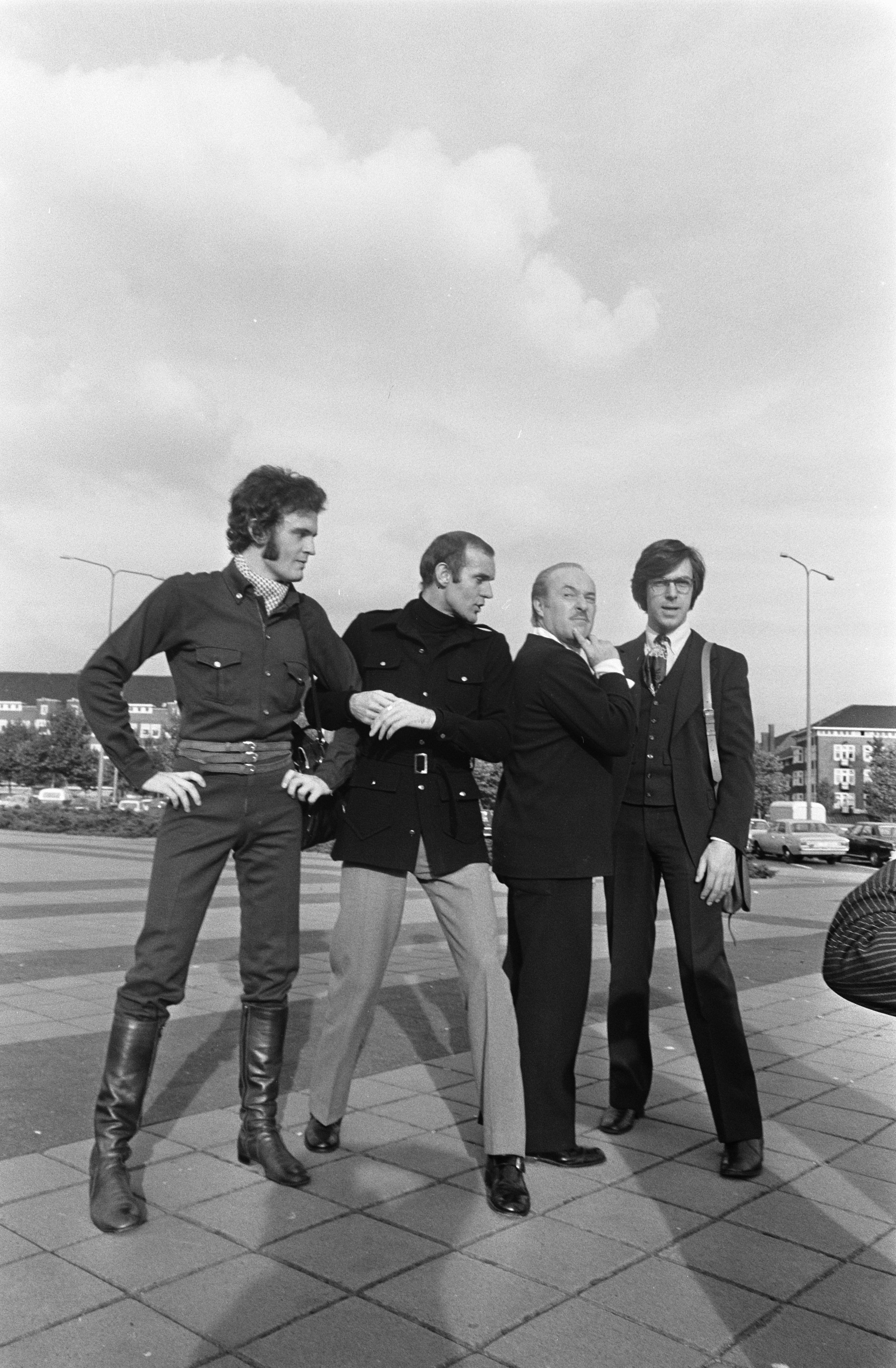
Sighsten Herrgård, Tom Gilbey, Jacques Esterel et Frans Molenaar (1969).

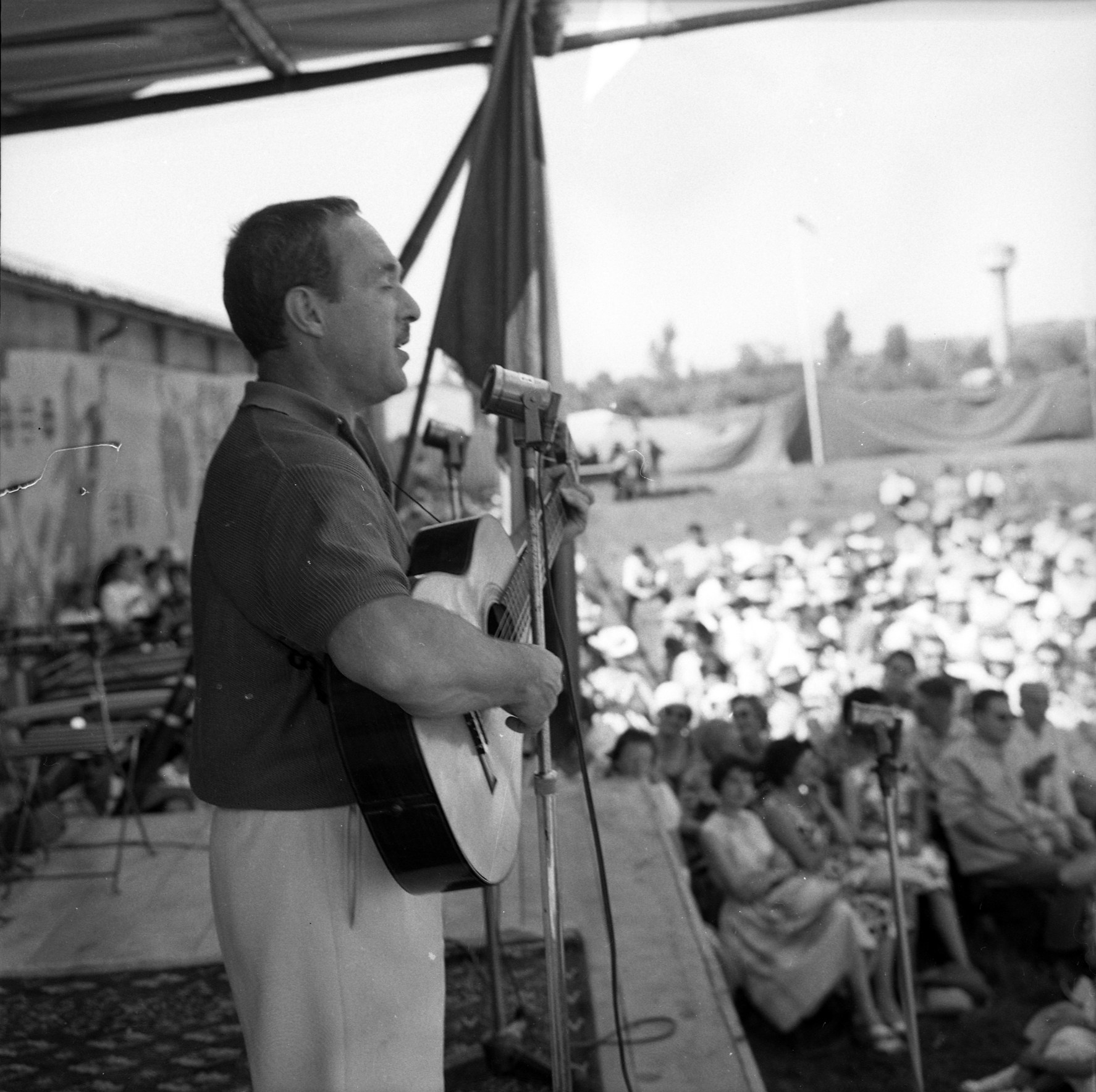
Jacques Estérel à Noé lors de l'élection de « la Belle Gaillarde », concours de Miss organisé en 1961 avec Jean-Baptiste Doumeng et Jacques Tati.

Jacques Esterel, né Charles-Henri Martin le 5 juin 1917 à Bourg-Argental (Loire) et mort le 14 avril 1974 à Saint-Cloud, est un styliste et auteur-compositeur français.

## Biographie
Élève de l'École nationale supérieure des Arts et Métiers de Paris, il en sort en 1935 avec un diplôme d'ingénieur, puis ouvre une société dans le secteur des machines-outils à Paris. Parallèlement, il est auteur-compositeur et se produit au Tabou, à L’Échelle de Jacob, au Lapin Agile ou encore à Bobino. Il enregistre quelques disques entre 1955 et 1960 (La Garde, Les Peintres, Pour des prunes, Le Brave, Pipe à la bouche) et obtient l'Oscar de la chanson française en 1956[réf. nécessaire]. De nombreux artistes, tels que les Frères Jacques l'inscriront à leur répertoire.
Il écrit aussi des pièces de théâtre, dont Le Mauvais œil, qui fut grand prix de Paris Télévision et une opérette, Flon-Flon. Francis Blanche lui donne la réplique.
En 1953, il s'investit dans la haute couture et ouvre une boutique de mode rue Pierre-Charron. Il présente ses collections dans le cadre d'une formule où sont associés mode, poésie et spectacles. Le succès aidant, des personnalités du cinéma ou de la chanson viennent honorer le lieu de leur présence telles Michèle Morgan, Catherine Deneuve, Jean Seberg, Claudia Cardinale et Édith Piaf.
Le cinéaste Michel Boisrond entame le tournage de son film La Parisienne en 1957, confiant le rôle de cette Parisienne en mutation, libre et provocatrice, à Brigitte Bardot et à Jacques Esterel celui de parachever cet esprit parisien. D'autres cinéastes solliciteront son concours : Jack Pinoteau, Georges Lautner, Édouard Molinaro, Jacques Tati.
En 1958, il emménage faubourg Saint-Honoré et engage le styliste Alexandre Penneroux. Il offre aux journalistes de mode la première Présentation Spectacle. Les mannequins défilent sur fond de musique de jazz.
Il réalise en 1959 la robe de mariée de Brigitte Bardot,, dont le modèle est ensuite divulgué dans un magazine féminin.
Dans le cadre du rayonnement français pour le compte d'Air France, plus de quarante tournées sont organisées pour présenter ses collections : Argentine, Brésil, Chili, Mexique, États-Unis, Canada, Hong Kong, Tokyo, et s'impose dès lors la nécessité d'agrandir les gammes, de segmenter les marchés pour répondre à une politique de marque en gestation, et ainsi impulser ses concessions de licences aux quatre coins de la planète.

En 1960, il établit un partenariat avec les Galeries Lafayette. 
« Un couturier, affirme-t-il, doit aller très loin dans l'audace ». Pour tenter le diable, il décide, à la sortie de la collection, de présenter son mannequin vedette Bibelot le crâne rasé. Consultée à ce sujet, Helena Rubinstein estime « que l'expérience valait la peine d'être tentée. L'absence de cheveux met les yeux extraordinairement en valeur... » (1961). Dans la même veine, en 1968, il fera introniser Catherinette, son mannequin, muse par le peintre Salvador Dali.
Pour répondre à la crise suscitée par le concile Vatican II sur l'abandon de la soutane au profit du costume laïc, Jacques Esterel est approché en 1962 par l'épiscopat français pour plancher sur une nouvelle tenue ecclésiastique. Le passage d'un style à l'autre devait se faire de manière pondérée, dans le calme et, pour tout dire, dans un certain esprit. Il réalise ce premier costume pour le premier prêtre français. Pour un religieux, refuser cette mutation, et aller ainsi contre le concile, est considéré par sa hiérarchie comme un signe d'orgueil. Ceux qui n'étaient pas dans le sens de l'histoire s'attirèrent une injonction acerbe de la part de Mgr Veuillot : « Allez vous habiller en homme ! ».
En 1964, les organisateurs des Jeux olympiques lui confient la responsabilité d'habiller l'équipe féminine française pour les Jeux olympiques de Tokyo. Contrat renouvelé en 1968 pour les Jeux de Mexico, tant pour l'équipe féminine que masculine.[réf. nécessaire]

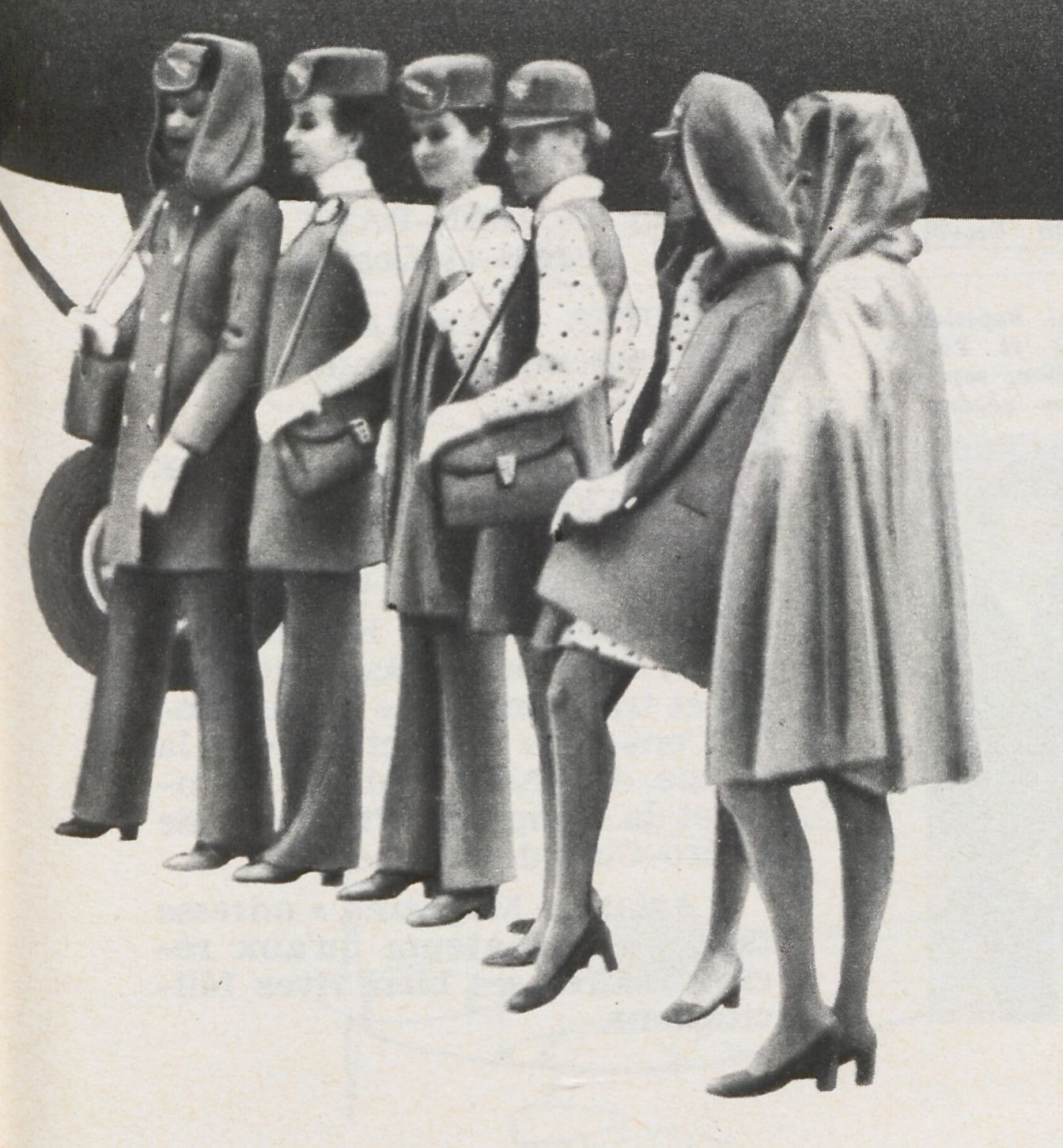
Des hôtesses de l'air d'Air Inter posent près d'une maquette d'avion dans les nouveaux uniformes de la compagnie créés par Jacques Esterel en 1970.

Jacques Estérel se consacre au marché des uniformes dont les hôtesses de l'air. Il habillera les infirmières de l'assistance publique, les hôtesses de la Fédération du lin, du magazine Marie France, du tunnel du Mont-Blanc, du Club européen du tourisme, de la firme américaine de travail temporaire Manpower, parmi bien d'autres. En 1964, il confectionne l'uniforme de Nicole Laroche, la première femme ingénieur Arts et Métiers.
En 1965, Christian Léandre Ganga succède au styliste Alexandre Penneroux. Jacques Esterel confie son prêt-à-porter masculin aux établissements J. Weil fils à Besançon, firme sous contrat avec Johnny Hallyday, support de sa campagne publicitaire avec gala à la clé. Le défilé précède la prestation du chanteur. En cette année faste, cultivant le décalage teinté d'ironie ambiant, le couturier fera défiler au SHEM, salon de l'habillement masculin à Paris, et ce à la stupéfaction générale, son homme en jupe-kilt.
Il lance en 1966 une fragrance, Brigand. En partenariat avec Jean-Marc Maniatis, il instaure le concept « couture coiffure ». Il met à disposition du coiffeur un étage de sa maison de couture où ses clientes bénéficient du privilège d'un défilé pendant leurs soins. Cette même année il présente lors de sa collection une jupe pour homme,.
Il est le premier, en 1967, à engager une étude sérieuse sur la mutation inéluctable due au rapprochement des sexes. Sa ligne Négligé Snob en sera le résultat : ligne unisexe en jersey, suggérant que la notion de ce qui est correct ne coïncide pas forcément avec ce qui est guindé, triste et hors de prix. La souplesse dépouillée l'emporte sur la rigueur géométrique. Des découpes raffinées, à peine suggérées au regard, esquissent sans outrance la taille et la poitrine.
En 1967, il est candidat aux élections législatives dans la 6e circonscription des Hauts-de-Seine, qualifié d'« extrême centriste » ou de « réactionnaire ». Il ne recueille que 521 voix sur 93 823 inscrits et 6 383 votants, soit 1 % des voix.
En 1968, il s'installe villa Trianon, ancienne demeure du ministre des Finances de Napoléon III, aux abords du bois de Boulogne et du parc de Saint-Cloud, à l'abri des rigueurs de la vie moderne. En 1969, honorant scrupuleusement la rectitude du cahier des charges des compagnies aériennes, le couturier renouvelle l'image des hôtesses des compagnies d'Air Inter, dont le célèbre uniforme orange et des objets publicitaires, Air India, Royal Air Maroc. Le bureau de style rattaché aux contrats de licences est une pépinière de talents : s'y croise la jeune Anne Marie Beretta, le prometteur Jean Paul Gaultier, l'Italo-Cubain Miguel Cruz et Antoine Romann.
Le styliste passe un accord avec les tournées Baret et habille sur plusieurs saisons, à la scène comme à la ville, les comédiennes Danièle Darrieux, Danièle Lebrun, Madeleine Robinson, Rosy Varte, Micheline Dax, Brigitte Fossey.
Il présente en 1970 une collection unisexe qui comporte non seulement des ensembles pantalons mais aussi des robes chemises pour homme,,. Le brodeur Pierre Mesrine collabore au projet et principalement sur les tuniques sumériennes que certains ont pu admirer au musée de la mode et du textile en 2002 lors de l'exposition sur les années 1970, couplée à celle consacrée à la garde-robe de Jackie Kennedy.
En 1972 est lancé par Nelson Rockefeller, gouverneur de l'État de New York, le concept Jacques Esterel French Villages, nouvel espace où est présentée la gamme complète griffée maison : Mode et Décoration. Le couturier revisite à l'occasion le système de communication de ses débuts, et tout spécialement ses mardis culturels, qu'il remet au goût du jour. Il est dorénavant possible de suivre en ces lieux, entrecoupées de passage de robes, des conférences sur l'histoire de l'art français et, pour les plus persévérants, d'apprendre le français. Le jeune polytechnicien Bernard Arnault fixe son choix sur la maison Jacques Esterel pour effectuer sa période de formation de fin d'études.
En 1974, Jacques Esterel meurt d'une rupture d'anévrisme. Il repose au cimetière de Bourg-Argental. Il lègue à ses collaborateurs la marque Jacques Esterel, implantée dans 25 pays, appuyée par 305 manufacturiers-licenciés et une quarantaine de brevets déposés. La maison de couture Esterel, est racheté par le « milliardaire rouge » Jean-Baptiste Doumeng, qui la cède à son bras droit Benoît Bartherotte.
La maison de couture Jacques Esterel est radiée le 2 février 2013, après 56 ans d'activité.

## Œuvres

### Discographie

#### Albums
- Jacques Esterel avec Mario Fontana son orchestre et chœurs, Artisan en chanson, Le brave : Au son du canon, Philips, Minigroove, 1960 (Le Brave, Cœur contre cœur : un p'tit chez soi, Prends mon cœur, Le mille-pattes, Ballade du temps perdu, Prends tes jambes, Dame pelote de laine, La java des croupions, Lui et moi, Trousse la fille, toutes composées et interprétées par Jacques Esterel sauf Ballade du temps perdu, coécrite par L. Grau et Dame pelote de laine, coécrite par R. Marbot)[24]

#### 45 tours
- Jacques Esterel accompagné par Jacques Lasry, Pour des prunes, Ducretet Thomson, 1958 (Pour des prunes, Qui s'en vont, qui s'envolent, Le mois des maris, Mon ami le ventriloque, toutes interprétées et composées Jacques Estérel (sauf Le mois des maris, coécrite par Jean Vigouroux, et Mon ami le ventriloque, coécrite par Yvon Alain)[25]

## Sources
- Julien Loussararian, Jacques Estérel : couturier d'avant-garde, Paris, MAD. École du Louvre - Palais du Louvre, coll. « L'œil de la mode », 3 novembre 2023, 192 p. (ISBN 978-2-38314-019-1)